# بيرتل يوهانسون (سياسي)
بيرتل يوهانسون (بالسويدية: Bertil Johansson)‏ هو فلاح وسياسي سويدي، ولد في 2 أغسطس 1930. حزبياً، نشط في حزب الوسط السويدي. وقد انتخب عضو البرلمان السويدي ‏.